# Hapcsong állomás
Hapcsong (Hapjeong) állomás a szöuli metró 2-es és 6-os vonalának állomása Mapho-ku (Mapo-gu) kerületben. A közelben található a Janghvadzsin (Yanghwajin) temető.

## Viszonylatok
| 2-es vonal                                      | 2-es vonal | 2-es vonal                                                      |
| ----------------------------------------------- | ---------- | --------------------------------------------------------------- |
| Tangszan (Dangsan) (külső oldal) Városháza felé | fő vonal   | Hongik Egyetem (belső oldal) Cshungdzsongno (Chungjeongno) felé |
| 6-os vonal                                      |            |                                                                 |
| Mangvon (Mangwon) Ungam (Eungam) felé           | 6-os vonal | Szangszu (Sangsu) Sinne (Sinnae) felé                           |